# 伊戈维尔
伊戈维尔（法語：Igoville，法語發音：[iɡɔvil]）是法国厄尔省的一个市镇，位于该省北部，和滨海塞纳省接壤，属于莱桑德利区。

## 地理
伊戈维尔（49°19'10"N, 1°8'58"E）面积5.61 平方千米，位于法国诺曼底大区厄尔省，该省份为法国北部内陆省份，北起滨海塞纳省，西接奧恩省和卡爾瓦多斯省，南至厄尔-卢瓦省，东临瓦兹省、瓦兹河谷省和伊夫林省。
与伊戈维尔接壤的市镇（或旧市镇、城区）包括：阿利宰、蓬德拉尔什、圣旺港畔莱索蒂约、索特维尔苏勒瓦勒、伊马尔。
伊戈维尔的时区为UTC+01:00、UTC+02:00（夏令时）。

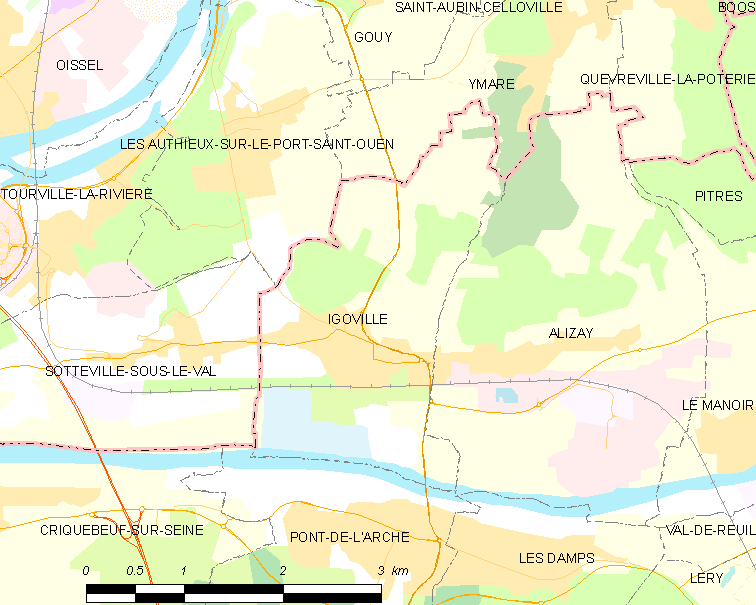
伊戈维尔的OSM定位图

## 行政
伊戈维尔的邮政编码为27460，INSEE市镇编码为27348。

## 政治
伊戈维尔所属的省级选区为蓬德拉尔什县。

## 交通
厄尔省省道D79线和D6015线在伊戈维尔境内交汇。

## 人口

1962-2008年间伊戈维尔人口变化图示

伊戈维尔于2022年1月1日时的人口数量为1701人。